# Alpiner Skiweltcup 1970/71
Die Saison 1970/71 des von der FIS veranstalteten Alpinen Skiweltcups begann am 13. Dezember 1970 in Sestriere (Männer) bzw. in Bardonecchia (Frauen) und endete am 14. März 1971 in Åre. Bei den Männern wurden 24 Rennen ausgetragen (7 Abfahrten, 8 Riesenslaloms, 9 Slaloms). Bei den Frauen waren es 23 Rennen (6 Abfahrten, 8 Riesenslaloms, 9 Slaloms).
Für die Gesamtwertung des Weltcups galten die drei besten Resultate jeder Disziplin, für die Disziplinen-Wertungen auch die jeweils drei besten Ergebnisse. Diese Saison war ein Zwischenjahr ohne Weltmeisterschaften oder Olympische Winterspiele.

## Weltcupwertungen

### Gesamt
| Rang | Name                   | Punkte |
| ---- | ---------------------- | ------ |
| 01.  | Gustav Thöni           | 155    |
| 02.  | Henri Duvillard        | 135    |
| 03.  | Patrick Russel         | 125    |
| 04.  | Jean-Noël Augert       | 107    |
| 05.  | Bernhard Russi         | 095    |
| 06.  | Edmund Bruggmann       | 094    |
| 07.  | David Zwilling         | 086    |
| 08.  | Christian Neureuther   | 066    |
| 09.  | Bernard Orcel          | 063    |
| 10.  | Tyler Palmer           | 060    |
| 11.  | Karl Schranz           | 057    |
| 12.  | Karl Cordin            | 056    |
| 13.  | Walter Tresch          | 052    |
| 14.  | Alain Penz             | 051    |
| 15.  | Harald Rofner          | 050    |
| 16.  | Sepp Heckelmiller      | 046    |
| 17.  | Jean-Daniel Dätwyler   | 044    |
| 18.  | Andrzej Bachleda-Curuś | 041    |

| Rang | Name               | Punkte |
| ---- | ------------------ | ------ |
| 19.  | Stefano Anzi       | 40     |
| 20.  | Josef Loidl        | 34     |
| 21.  | Rick Chaffee       | 31     |
| 21.  | Max Rieger         | 31     |
| 23.  | Heinrich Messner   | 30     |
| 24.  | Adolf Rösti        | 28     |
| 25.  | Werner Bleiner     | 25     |
| 25.  | Andreas Sprecher   | 25     |
| 25.  | Franz Vogler       | 25     |
| 28.  | Michele Stefani    | 23     |
| 29.  | Michel Dätwyler    | 22     |
| 30.  | Eric Poulsen       | 17     |
| 31.  | Alfred Matt        | 14     |
| 32.  | Peter Frei         | 10     |
| 33.  | Reinhard Tritscher | 09     |
| 34.  | Aurelio García     | 08     |
| 34.  | Manfred Jakober    | 08     |
| 34.  | Hank Kashiwa       | 08     |

| Rang | Name                      | Punkte |
| ---- | ------------------------- | ------ |
| 34.  | Roger Rossat-Mignod       | 8      |
| 34.  | Craig Shanholzer          | 8      |
| 39.  | Henri Bréchu              | 7      |
| 39.  | Francisco Fernández Ochoa | 7      |
| 39.  | Malcolm Milne             | 7      |
| 42.  | Bernard Grosfilley        | 6      |
| 43.  | Roland Thöni              | 4      |
| 43.  | Otto Tschudi              | 4      |
| 45.  | René Berthod              | 3      |
| 45.  | Pierre Charvin            | 3      |
| 45.  | Heini Hemmi               | 3      |
| 45.  | Kurt Huggler              | 3      |
| 45.  | Willi Lesch               | 3      |
| 50.  | Bob Cochran               | 2      |
| 50.  | Jim Hunter                | 2      |
| 50.  | Mike Lafferty             | 2      |
| 53.  | Giulio Corradi            | 1      |
| 53.  | Hans Zingre               | 1      |

| Rang | Name                | Punkte |
| ---- | ------------------- | ------ |
| 01.  | Annemarie Pröll     | 210    |
| 02.  | Michèle Jacot       | 177    |
| 03.  | Isabelle Mir        | 133    |
| 04.  | Wiltrud Drexel      | 124    |
| 05.  | Françoise Macchi    | 122    |
| 06.  | Britt Lafforgue     | 112    |
| 07.  | Jacqueline Rouvier  | 101    |
| 08.  | Barbara Ann Cochran | 090    |
| 09.  | Gertrud Gabl        | 087    |
| 10.  | Betsy Clifford      | 076    |
| 11.  | Marilyn Cochran     | 074    |
| 12.  | Bernadette Rauter   | 063    |
| 13.  | Florence Steurer    | 061    |
| 14.  | Rosi Mittermaier    | 059    |
| 15.  | Annie Famose        | 045    |
| 16.  | Jocelyn Périllat    | 038    |
| 17.  | Karen Budge         | 034    |
| 18.  | Danièle Debernard   | 033    |

| Rang | Name                  | Punkte |
| ---- | --------------------- | ------ |
| 19.  | Monika Kaserer        | 30     |
| 20.  | Conchita Puig         | 27     |
| 21.  | Judy Crawford         | 21     |
| 22.  | Sandra Poulsen        | 17     |
| 23.  | Divina Galica         | 15     |
| 24.  | Susan Corrock         | 14     |
| 24.  | Ingrid Gfölner        | 14     |
| 26.  | Patty Boydstun        | 12     |
| 27.  | Margret Hafen         | 09     |
| 28.  | Gina Hathorn          | 07     |
| 29.  | Rita Good             | 05     |
| 30.  | Rosie Fortna          | 04     |
| 30.  | Christine Rolland     | 04     |
| 32.  | Vreni Inäbnit         | 03     |
| 32.  | Maria Roberta Schranz | 03     |
| 32.  | Julie Spettel         | 03     |
| 35.  | Odile Chalvin         | 02     |
| 35.  | Traudl Treichl        | 02     |

### Abfahrt
| Rang | Athlet               | Punkte |
| ---- | -------------------- | ------ |
| 1    | Bernhard Russi       | 70     |
| 2    | Bernard Orcel        | 60     |
| 3    | Karl Cordin          | 56     |
| 4    | Henri Duvillard      | 53     |
| 5    | Walter Tresch        | 46     |
| 6    | Jean-Daniel Dätwyler | 44     |
| 7    | Stefano Anzi         | 40     |
| 8    | Karl Schranz         | 38     |
| 9    | Andreas Sprecher     | 25     |
| 9    | Franz Vogler         | 25     |

| Rang | Athletin           | Punkte |
| ---- | ------------------ | ------ |
| 1    | Annemarie Pröll    | 70     |
| 2    | Wiltrud Drexel     | 60     |
| 3    | Françoise Macchi   | 56     |
| 4    | Isabelle Mir       | 55     |
| 4    | Jacqueline Rouvier | 55     |
| 6    | Michèle Jacot      | 51     |
| 7    | Annie Famose       | 29     |
| 8    | Divina Galica      | 11     |
| 9    | Margret Hafen      | 09     |
| 9    | Florence Steurer   | 09     |

### Riesenslalom
| Rang | Athlet               | Punkte |
| ---- | -------------------- | ------ |
| 1    | Patrick Russel       | 70     |
| 1    | Gustav Thöni         | 70     |
| 3    | Edmund Bruggmann     | 65     |
| 4    | Henri Duvillard      | 60     |
| 5    | David Zwilling       | 51     |
| 6    | Sepp Heckelmiller    | 46     |
| 7    | Jean-Noël Augert     | 32     |
| 8    | Werner Bleiner       | 25     |
| 8    | Christian Neureuther | 25     |
| 8    | Bernhard Russi       | 25     |

| Rang | Athletin           | Punkte |
| ---- | ------------------ | ------ |
| 1    | Annemarie Pröll    | 75     |
| 2    | Michèle Jacot      | 70     |
| 3    | Françoise Macchi   | 60     |
| 4    | Gertrud Gabl       | 50     |
| 5    | Isabelle Mir       | 48     |
| 6    | Britt Lafforgue    | 42     |
| 6    | Jacqueline Rouvier | 42     |
| 8    | Marilyn Cochran    | 34     |
| 9    | Rosi Mittermaier   | 29     |
| 10   | Karen Budge        | 28     |

### Slalom
| Rang | Athlet               | Punkte |
| ---- | -------------------- | ------ |
| 1    | Jean-Noël Augert     | 75     |
| 2    | Gustav Thöni         | 70     |
| 3    | Tyler Palmer         | 60     |
| 4    | Patrick Russel       | 55     |
| 5    | Harald Rofner        | 46     |
| 6    | Christian Neureuther | 41     |
| 7    | Alain Penz           | 38     |
| 8    | David Zwilling       | 33     |
| 9    | Edmund Bruggmann     | 29     |
| 10   | Rick Chaffee         | 28     |

| Rang | Athletin            | Punkte |
| ---- | ------------------- | ------ |
| 1    | Betsy Clifford      | 70     |
| 1    | Britt Lafforgue     | 70     |
| 3    | Barbara Ann Cochran | 65     |
| 3    | Annemarie Pröll     | 65     |
| 5    | Michèle Jacot       | 56     |
| 6    | Florence Steurer    | 51     |
| 7    | Wiltrud Drexel      | 45     |
| 8    | Gertrud Gabl        | 37     |
| 8    | Bernadette Rauter   | 37     |
| 10   | Marilyn Cochran     | 33     |
| 10   | Danièle Debernard   | 33     |

## Podestplatzierungen Herren

### Abfahrt
| Datum      | Ort               | 1. Platz             | 2. Platz        | 3. Platz         |
| ---------- | ----------------- | -------------------- | --------------- | ---------------- |
| 14.12.1970 | Sestriere (ITA)   | Henri Duvillard      | Bernard Orcel   | Karl Schranz     |
| 20.12.1970 | Val-d’Isère (FRA) | Karl Cordin          | Bernard Orcel   | Karl Schranz     |
| 16.01.1971 | St. Moritz (SUI)  | Walter Tresch        | Bernhard Russi  | Andreas Sprecher |
| 29.01.1971 | Megève (FRA)      | Jean-Daniel Dätwyler | Bernard Orcel   | Walter Tresch    |
| 31.01.1971 | Megève (FRA)      | Bernhard Russi       | Franz Vogler    | Michel Dätwyler  |
| 18.02.1971 | Sugarloaf (USA)   | Bernhard Russi       | Henri Duvillard | Stefano Anzi     |
| 19.02.1971 | Sugarloaf (USA)   | Stefano Anzi         | Karl Cordin     | Gustav Thöni     |

### Riesenslalom
| Datum      | Ort                        | 1. Platz         | 2. Platz          | 3. Platz          |
| ---------- | -------------------------- | ---------------- | ----------------- | ----------------- |
| 17.12.1970 | Val-d’Isère (FRA)          | Patrick Russel   | Jean-Noël Augert  | Gustav Thöni      |
| 05.01.1971 | Berchtesgaden (FRG)        | Edmund Bruggmann | Patrick Russel    | David Zwilling    |
| 09.01.1971 | Madonna di Campiglio (ITA) | Henri Duvillard  | Patrick Russel    | Gustav Thöni      |
| 18.01.1971 | Adelboden (SUI)            | Patrick Russel   | Gustav Thöni      | Henri Duvillard   |
| 13.02.1971 | Mont Sainte-Anne (CAN)     | Bernhard Russi   | Edmund Bruggmann  | Werner Bleiner    |
| 21.02.1971 | Sugarloaf (USA)            | Gustav Thöni     | Edmund Bruggmann  | Henri Duvillard   |
| 27.02.1971 | Heavenly Valley (USA)      | Gustav Thöni     | Henri Duvillard   | Sepp Heckelmiller |
| 13.03.1971 | Åre (SWE)                  | David Zwilling   | Sepp Heckelmiller | Patrick Russel    |

### Slalom
| Datum      | Ort                        | 1. Platz         | 2. Platz             | 3. Platz             |
| ---------- | -------------------------- | ---------------- | -------------------- | -------------------- |
| 06.01.1971 | Berchtesgaden (FRG)        | Jean-Noël Augert | Heinrich Messner     | Max Rieger           |
| 10.01.1971 | Madonna di Campiglio (ITA) | Gustav Thöni     | Jean-Noël Augert     | Patrick Russel       |
| 17.01.1971 | St. Moritz (SUI)           | Tyler Palmer     | Harald Rofner        | Gustav Thöni         |
| 24.01.1971 | Kitzbühel (AUT)            | Jean-Noël Augert | Alain Penz           | Harald Rofner        |
| 30.01.1971 | Megève (FRA)               | Jean-Noël Augert | Gustav Thöni         | Christian Neureuther |
| 07.02.1971 | Mürren (SUI)               | Jean-Noël Augert | Tyler Palmer         | Patrick Russel       |
| 14.02.1971 | Mont Sainte-Anne (CAN)     | Patrick Russel   | Gustav Thöni         | Alain Penz           |
| 25.02.1971 | Heavenly Valley (USA)      | Gustav Thöni     | Christian Neureuther | Tyler Palmer         |
| 14.03.1971 | Åre (SWE)                  | Jean-Noël Augert | Gustav Thöni         | Edmund Bruggmann     |

## Podestplatzierungen Damen

### Abfahrt
| Datum      | Ort                | 1. Platz         | 2. Platz           | 3. Platz           |
| ---------- | ------------------ | ---------------- | ------------------ | ------------------ |
| 12.12.1970 | Bardonecchia (ITA) | Françoise Macchi | Annemarie Pröll    | Isabelle Mir       |
| 19.12.1970 | Val-d’Isère (FRA)  | Isabelle Mir     | Wiltrud Drexel     | Michèle Jacot      |
| 20.01.1971 | Schruns (AUT)      | Michèle Jacot    | Françoise Macchi   | Wiltrud Drexel     |
| 28.01.1971 | Pra-Loup (FRA)     | Wiltrud Drexel   | Annemarie Pröll    | Jacqueline Rouvier |
| 18.02.1971 | Sugarloaf (USA)    | Annemarie Pröll  | Jacqueline Rouvier | Isabelle Mir       |
| 19.02.1971 | Sugarloaf (USA)    | Annemarie Pröll  | Jacqueline Rouvier | Annie Famose       |

### Riesenslalom
| Datum      | Ort                    | 1. Platz            | 2. Platz           | 3. Platz         |
| ---------- | ---------------------- | ------------------- | ------------------ | ---------------- |
| 05.01.1971 | Maribor (YUG)          | Françoise Macchi    | Gertrud Gabl       | Annemarie Pröll  |
| 08.01.1971 | Oberstaufen (FRG)      | Michèle Jacot       | Britt Lafforgue    | Jocelyn Périllat |
| 12.02.1971 | Mont Sainte-Anne (CAN) | Isabelle Mir        | Jacqueline Rouvier | Françoise Macchi |
| 20.02.1971 | Sugarloaf (USA)        | Michèle Jacot       | Annemarie Pröll    | Rosi Mittermaier |
| 26.02.1971 | Heavenly Valley (USA)  | Barbara Ann Cochran | Karen Budge        | Isabelle Mir     |
| 10.03.1971 | Abetone (ITA)          | Annemarie Pröll     | Michèle Jacot      | Françoise Macchi |
| 11.03.1971 | Abetone (ITA)          | Annemarie Pröll     | Françoise Macchi   | Gertrud Gabl     |
| 14.03.1971 | Åre (SWE)              | Annemarie Pröll     | Marilyn Cochran    | Gertrud Gabl     |

### Slalom
| Datum      | Ort                           | 1. Platz            | 2. Platz            | 3. Platz            |
| ---------- | ----------------------------- | ------------------- | ------------------- | ------------------- |
| 16.12.1970 | Val-d’Isère (FRA)             | Betsy Clifford      | Florence Steurer    | Wiltrud Drexel      |
| 04.01.1971 | Maribor (YUG)                 | Annemarie Pröll     | Bernadette Rauter   | Barbara Ann Cochran |
| 09.01.1971 | Oberstaufen (FRG)             | Michèle Jacot       | Gertrud Gabl        | Jocelyn Périllat    |
| 14.01.1971 | Grindelwald (SUI)             | Britt Lafforgue     | Michèle Jacot       | Danièle Debernard   |
| 21.01.1971 | Schruns (AUT)                 | Betsy Clifford      | Britt Lafforgue     | Wiltrud Drexel      |
| 29.01.1971 | Saint-Gervais-les-Bains (FRA) | Annemarie Pröll     | Barbara Ann Cochran | Rosi Mittermaier    |
| 04.02.1971 | Mürren (SUI)                  | Britt Lafforgue     | Florence Steurer    | Danièle Debernard   |
| 13.02.1971 | Mont Sainte-Anne (CAN)        | Marilyn Cochran     | Barbara Ann Cochran | Wiltrud Drexel      |
| 24.02.1971 | Heavenly Valley (USA)         | Barbara Ann Cochran | Betsy Clifford      | Annemarie Pröll     |

## Nationencup
| Rang | Land                   | Punkte |
| ---- | ---------------------- | ------ |
| 1    | Frankreich             | 1333   |
| 2    | Österreich             | 892    |
| 3    | Schweiz                | 396    |
| 4    | Vereinigte Staaten     | 373    |
| 5    | BR Deutschland         | 241    |
| 6    | Italien                | 226    |
| 7    | Kanada                 | 99     |
| 8    | Spanien                | 42     |
| 9    | Polen                  | 41     |
| 10   | Vereinigtes Königreich | 22     |
| 11   | Australien             | 4      |
| 12   | Norwegen               | 4      |

| Rang | Land               | Punkte |
| ---- | ------------------ | ------ |
| 1    | Frankreich         | 505    |
| 2    | Schweiz            | 388    |
| 3    | Österreich         | 361    |
| 4    | Italien            | 223    |
| 5    | BR Deutschland     | 171    |
| 6    | Vereinigte Staaten | 128    |
| 7    | Polen              | 41     |
| 8    | Spanien            | 15     |
| 9    | Australien         | 7      |
| 10   | Norwegen           | 4      |
| 11   | Kanada             | 2      |

| Rang | Land                   | Punkte |
| ---- | ---------------------- | ------ |
| 1    | Frankreich             | 828    |
| 2    | Österreich             | 531    |
| 3    | Vereinigte Staaten     | 245    |
| 4    | Kanada                 | 97     |
| 5    | BR Deutschland         | 70     |
| 6    | Spanien                | 27     |
| 7    | Vereinigtes Königreich | 22     |
| 8    | Schweiz                | 8      |
| 9    | Italien                | 3      |

## Statistik
Diese Statistik umfasst die Podiumsplatzierungen nach Nationen in den jeweiligen Disziplinen.

| Männer                | Männer                                                             | Männer                                                                              | Männer                                                                              |
| Disziplin             | Rang 1                                                             | Rang 2                                                                              | Rang 3                                                                              |
| --------------------- | ------------------------------------------------------------------ | ----------------------------------------------------------------------------------- | ----------------------------------------------------------------------------------- |
| Abfahrt 7 Rennen      | 04 × Schweiz 01 × Österreich 01 × Frankreich 01 × Italien          | 04 × Frankreich 01 × Österreich 01 × Deutschland 01 × Schweiz                       | 03 × Schweiz 02 × Österreich 02 × Italien                                           |
| Slalom 9 Rennen       | 06 × Frankreich 02 × Italien 01 × USA                              | 03 × Italien 02 × Österreich 02 × Frankreich 01 × Deutschland 01 × USA              | 03 × Frankreich 02 × Deutschland 01 × Österreich 01 × Italien 01 × Schweiz 01 × USA |
| Riesenslalom 8 Rennen | 03 × Schweiz 02 × Italien 02 × Schweiz 01 × Österreich             | 04 × Frankreich 02 × Schweiz 01 × Deutschland 01 × Italien                          | 03 × Frankreich 02 × Österreich 02 × Italien 01 × Deutschland                       |
| Gesamt 24 Rennen      | 10 × Frankreich 06 × Schweiz 05 × Italien 02 × Österreich 01 × USA | 10 × Frankreich 04 × Italien 03 × Österreich 03 × Deutschland 03 × Schweiz 01 × USA | 06 × Frankreich 05 × Österreich 05 × Italien 04 × Schweiz 03 × Deutschland 01 × USA |

| Übersicht Podestplätze | Übersicht Podestplätze | Übersicht Podestplätze | Übersicht Podestplätze | Übersicht Podestplätze |
| Land                   | Rang 1                 | Rang 2                 | Rang 3                 | Gesamt                 |
| ---------------------- | ---------------------- | ---------------------- | ---------------------- | ---------------------- |
| Frankreich             | 10                     | 10                     | 6                      | 26                     |
| Schweiz                | 6                      | 3                      | 4                      | 13                     |
| Italien                | 5                      | 4                      | 5                      | 14                     |
| Österreich             | 2                      | 3                      | 5                      | 10                     |
| USA                    | 1                      | 1                      | 1                      | 3                      |
| Deutschland            | –                      | 3                      | 2                      | 6                      |

| Frauen                | Frauen                                               | Frauen                                               | Frauen                                                    |
| Disziplin             | Rang 1                                               | Rang 2                                               | Rang 3                                                    |
| --------------------- | ---------------------------------------------------- | ---------------------------------------------------- | --------------------------------------------------------- |
| Abfahrt 6 Rennen      | 03 × Österreich 03 × Frankreich                      | 03 × Österreich 03 × Frankreich                      | 05 × Frankreich 01 × Österreich                           |
| Slalom 9 Rennen       | 03 × Frankreich 02 × Österreich 02 × Kanada 02 × USA | 04 × Frankreich 02 × Österreich 02 × USA 01 × Kanada | 04 × Österreich 03 × Frankreich 01 × Deutschland 01 × USA |
| Riesenslalom 8 Rennen | 04 × Frankreich 03 × Österreich 01 × USA             | 04 × Frankreich 02 × Österreich 02 × USA             | 04 × Frankreich 03 × Österreich 01 × Deutschland          |
| Gesamt 23 Rennen      | 10 × Frankreich 08 × Österreich 03 × USA 02 × Kanada | 11 × Frankreich 07 × Österreich 04 × USA 01 × Kanada | 12 × Frankreich 08 × Österreich 02 × Deutschland 01 × USA |

| Übersicht Podestplätze | Übersicht Podestplätze | Übersicht Podestplätze | Übersicht Podestplätze | Übersicht Podestplätze |
| Land                   | Rang 1                 | Rang 2                 | Rang 3                 | Gesamt                 |
| ---------------------- | ---------------------- | ---------------------- | ---------------------- | ---------------------- |
| Frankreich             | 10                     | 11                     | 12                     | 33                     |
| Österreich             | 8                      | 7                      | 8                      | 23                     |
| USA                    | 3                      | 4                      | 1                      | 8                      |
| Kanada                 | 2                      | 1                      | –                      | 3                      |
| Deutschland            | –                      | –                      | 2                      | 2                      |

## Saisonverlauf

### Vor der Saison
Bei der Damenmannschaft des ÖSV, die im Bundessportheim Kitzsteinhorn untergebracht war, war seit 12. Oktober Gertrud Gabl, deren Akklimatisierungsphase nach ihrem Australien-Aufenthalt beendet war, wieder dabei, doch verletzte sie sich gleich beim Slalomtraining und musste die Heimreise antreten. Die ÖSV-Herren weilten in Kaprun. Am Kitzsteinhorn trainierten auch noch Teams aus Deutschland, Kanada und Jugoslawien.
Der DSV trainierte nach französischem Vorbild mit einem wesentlich verkleinerten Nationalkader, der nach Einfahrkursen am Stilfser Joch nach Tignes übersiedelte, jedoch gab es laut einer Mitteilung im „Münchner Merkur“ einen Materialaufstand. Der Verband hatte die Läufer gezwungen, mit heimischem Material zu fahren, doch wurde von diesen entgegnet, dass dieses nicht den Anforderungen entspreche. Dazu konterte Sportwart Heinz Krecek, dass „die Burschen nur deshalb ausländische Skier fahren wollten, weil sie sich mehr Geld erhoffen“.

### Entscheidungen im Weltcup
Es schienen als Aufwertung sowohl bei den Damen als auch Herren erstmals sieben Abfahrten im Rennprogramm auf, was von der FIS bei einer Tagung in Genf Anfang September beschlossen worden war. Der Entschluss war lt. Präsident Marc Hodler deshalb gefasst worden, weil bisher die Slalomspezialisten eindeutig bevorzugt gewesen waren. Demgegenüber ist bei der genannten Tagung ein österreichischer Antrag, sämtliche Dezember-Rennen aus dem Weltcupprogramm zu streichen, abgelehnt worden. Dass bei den Damen trotzdem «nur» 6 Abfahrten ausgetragen wurden, lag an der «Grindelwald-Absage» (siehe BITTE unter «Absagen/Verschiebungen»). Auch hinsichtlich der Damenslaloms gab es eine Reduktion, denn es waren zehn vorgesehen – und das Saisonende war am 21. März für Pra-Loup programmiert.
Herren:

In der Entwicklung der Saison schien bei den Herren Gustav Thöni nach dem Berchtesgaden-Slalom mit bislang 15 Punkten nicht in den ersten Zehn auf (es führte Jean-Noël Augert mit 68 Punkten, auf Rang 10 war Max Rieger mit 19). Nach den Adelboden-Rennen war Gustav Thöni erstmals Weltcup-Führender, er profitierte auch davon, dass der damalige Konkurrent Patrick Russel wegen der Streichresultate kaum mehr punkten konnte. Doch schon nach dem Kitzbühel-Slalom (auch hier entfiel die Abfahrt; es wurde am 23. Januar ein nicht zum Weltcup zählender Slalom ausgetragen, der ebenfalls von Jean-Noël Augert gewonnen wurde), bei dem Thöni punktelos blieb, setzte sich wieder Augert (102 Punkte) vor Henri Duvillard (95) und Thöni (90) an die Spitze der Weltcup-Wertung. Wiederum einen Führungswechsel gab es nach dem Herrenslalom in Mont St. Anne: Nun war Russel mit 125 zu 115 gegenüber Thöni in Front.
Danach erarbeitete sich der Südtiroler zwar dank seines dritten Platzes am 19. Februar in der Abfahrt von Sugarloaf einen Vorsprung, hätte aber noch bis zum vorletzten Rennen, dem Riesenslalom am 13. März in Åre, theoretisch überholt werden können. Mit dem Sieg im Riesenslalom (27. Februar) rückte Thöni seinem ersten Gesamtsieg im Weltcup ein großes Stück näher; nur mehr Duvillard hätte ihn gefährden können, doch hätte der Franzose in den beiden Schlussrennen (bei gleichzeitiger Punktelosigkeit des Südtirolers) zumindest einen Sieg und einen zweiten Platz benötigt, hätte nie Dritter werden dürfen. Der ausgewiesene Zwischenstand 155/135/125 war letztlich auch der Endstand der Saison, weil niemandem mehr (auch bedingt durch den »Streichmodus«) Punktzuwächse gelangen. Am vorgenannten 13. März war es für Thöni tatsächlich so weit: Er sicherte sich mit Rang 5 seinen ersten von drei Gesamtsiegen im Weltcup (sein Hauptkonkurrent Duvillard blieb wegen einer Disqualifikation punktelos; er hatte im ersten Durchgang des Riesenslaloms durch einen „Anhänger“ bei einem Tor 2,77 s auf die von Zwilling erreichte Bestzeit verloren, ging danach aufs Ganze, realisierte auch die Bestzeit – um 0,38 s schneller als Zwilling –, doch hatte er ein Tor ausgelassen). In der Riesenslalom-Disziplinenwertung wurde Thöni zusammen mit Patrick Russel Sieger. Im ohnehin für Duvillard bedeutungslos gewordenen Slalom belegte er den 12. Rang.
Bereits nach den Rennen in Megève waren die letzten Chancen für den Vorjahrs-Gesamtsieger Karl Schranz, der sich zudem leicht verletzt hatte, vorbei. Die Krise um ihn bestätigte sich auch darin, dass sein Skihersteller Franz Kneissl eine Veränderung im Betreuerteam des ÖSV forderte. In weiterer Folge war Schranz (gemeinsam mit anderen Kollegen) für den Mürren-Slalom beurlaubt worden.
In der Abfahrtswertung führte nach den beiden Rennen in Megève zwar Bernard Orcel mit 60 Punkten vor Russi (56) und Cordin (42), doch konnte der Franzose nur mehr ein Maximum von 70 Punkten erreichen, während außer Russi und Cordin auch Tresch, Duvillard und Dätwyler noch die theoretische Chance auf das Maximum hatten. Orcel vergab die Chance in der zweiten Sugarloaf-Abfahrt, zumindest ex aequo mit Russi die Wertung zu gewinnen, mit lediglich Rang 24. Titelverteidiger Cordin kam erst dank seines zweiten Ranges bei der zweiten Sugarloaf-Abfahrt auf Endrang 3. Er war gleich zum Saisonauftakt in Sestriere im Waldstück nach dreifachem Salto gestürzt, in der zweiten Megève-Abfahrt stürzte er ebenso, hatte in diesem Rennen aber bereits ca. 2 Sekunden Rückstand.
Damen:
Nach dem Maribor-Wochenende mit Sieg und Rang 3 übernahm Annemarie Pröll erstmals die Weltcupführung, doch in den weiteren Rennen erwies sich Titelverteidigerin Michèle Jacot stärker und holte sich vorerst einen klaren Vorsprung. Am 12. Februar überholte Pröll dank Rang 4 (damit 11 Punkte) beim Riesenslalom in Mont Sainte-Anne Jacot, die nur Rang 10 belegte, um einen Punkt. Auch im Slalom wurde Pröll Vierte, während Jacot als Führende nach dem 1. Lauf stürzte. Sie gab danach die Führung nicht mehr aus der Hand. Die nächsten Vorentscheidungen standen in Heavenly Valley an: Im Damen-Riesenslalom (26. Februar) hätte Pröll mit Rang 3 endgültig den Weltcup für sich entscheiden können, doch sie (aber auch Jacot) schied(en) aus.
Durch ihren Sieg in der zweiten Sugarloaf-Abfahrt (19. Februar) entschied Pröll den Disziplinen-Weltcup für sich. Bereits im drittletzten Rennen war Pröll nach ihrem Sieg beim ersten Riesenslalom von Abetone am 10. März – den sie mir Start-Nr. 10 errang – im Gesamtweltcup uneinholbar (Jacot und Mir wiesen 177 bzw. 133 Zähler auf). Pröll, die zuvor zweifache nationale Meisterin (Slalom, Riesenslalom) geworden war, fand im Finale mit ihren drei Siegen (überdies jeweils klare; davon im zweiten Abetone-Rennen mit 2.96 s Vorsprung; es war dies der überhaupt größte Vorsprung der Weltcup-Geschichte in solchen Damen-Riesenslaloms, die nur in einem Durchgang gefahren wurden) zu einer Spätform. Mit 195 Punkten überbot sie die bisherige Bestmarke von Nancy Greene um vier Punkte.
Der Riesenslalom-Weltcup wurde erst in Åre entschieden; von den Französinnen waren nur mehr die für diese Wertung in Frage kommenden Jacot und Macchi am Start, die volles Risiko nahmen und durch Stürze ausfielen.
Während das Herrenteam der Schweiz recht positiv bilanzieren durfte, blieben die Damen (Vreni Inäbit brachte es mit ihrem 8. Rang in der Abfahrt in Pra-Loup am 28. Januar auf 3 Zähler, Rita Good konnte in den beiden letzten Riesenslaloms mit den Rängen 7 und 10 fünf Punkte einfahren) weit unter den Erwartungen.

### Premierensiege
Herren:
- Walter Tresch in der Abfahrt am 16. Januar in St. Moritz.
- Stefano Anzi, dessen Sieg in Sugarloaf am 19. Februar sein einziger bleiben sollte.
- Auch für Tyler Palmer war St. Moritz (19. Januar) ein guter Boden, denn er gewann dort mit dem Slalom sein erstes Rennen.
- David Zwilling konnte mit zwei Laufbestzeiten den abschließenden Riesenslalom in Åre am 13. März gewinnen. Quellenhinweis dazu bitte unter dem Titel „Riesenslalom: Endlich Zwilling“ im Artikel über die «Weltcupentscheidungen».

Damen:
- Marilyn Cochran war die einzige, der am 13. Februar beim Slalom in Mont Sainte-Anne ein Premierensieg gelang.

### Verletzungen
- Bereits vor dem ersten Rennen gab es am 10. Dezember beim Abfahrtstraining in Bardonecchia (Sestriere) mehrere schwere Stürze, wovon auch Slalomweltmeisterin Ingrid Lafforgue und Claudio de Tassis betroffen waren, die sich das Schienbein brachen, womit sie für die Saison ausfielen.[19]
- Kurt Schnider (SUI, geb. 14. April 1946) zog sich im Riesenslalom von Berchtesgaden (5. Januar) einen Nierenriss zu, nachdem er mit voller Wucht gegen zwei Torstangen geprallt war. Er wurde noch am Abend im Krankenhaus Berchtesgaden operiert, wobei die verletzte Niere entfernt werden musste, was Schniders Rennläuferkarriere beendete.[20][21]
- Annie Famose erlitt, nachdem sie 1969 in Schruns einen Beinbruch und ein Jahr später bei der Universiade in Finnland einen Knochenriss erlitten hatte, erneut einen Knochenriss – wiederum war das rechte Wadenbein davon betroffen. Diesmal geschah es im Training zu den nationalen Meisterschaften in La Plagne.[22]

### Absagen/Verschiebungen
- Im Januar gab es diverse Absagen wegen Schneemangels: Die Damenabfahrt in Grindelwald entfiel (es wurde am 12. Januar ein zweiter, nicht zum Weltcup zählender Slalom, ausgetragen; Siegerin Françoise Macchi).[23] Die Lauberhorn-Rennen wurden in St. Moritz gefahren, wobei der Slalom am 17. Januar derart früh (9.30h/11.30h) angesetzt war, um danach die Läufer rechtzeitig für den am 18. Januar dort stattfindenden Riesenslalom nach Adelboden zu bringen.[24]
- Die Kitzbühel-Abfahrt wurde (wie auch an anderer Stelle angeführt) durch einen nicht zum Weltcup zählenden Slalom ersetzt, das Rennen selbst am 29. Januar in Megève nachgeholt.[24]
- Weitere Absagen gab es für die Kandahar-Rennen in Mürren (4. bis 7. Februar) bezüglich der Abfahrten; vorerst wurde vom Veranstalter auf die Durchführung der Herrenabfahrt verzichtet,[25] danach auch die für 5. Februar geplante Damen-Abfahrt abgesagt.[9] In Crans-Montana gab es zwecks der Kandahar-Kombination bei den Herren ersatzweise einen Riesenslalom am 5./6. Februar (nicht zum Weltcup zählend); Sieger Duvillard und Kombi-Sieger Patrick Russel (nachdem sowohl Thöni als auch Duvillard im Slalom stürzten). Die Kandahar-Abfahrten selbst wurden doch noch nachgeholt, sowohl jene der Damen als auch Herren wurden am 18. Februar in Sugarloaf gefahren.[26][27][28][29][30][31][32][33]

### Erwähnenswertes
- IOC-Präsident Avery Brundage ritt wieder Attacken gegen insgesamt zehn männliche Alpinläufer, welche im Juni und Juli als Trainer in Mammoth Mountain tätig gewesen seien, wobei diese neben Spesenersatz und freiem Aufenthalt auch 50 US-$ pro Tag verdient hätten und somit an den Olympischen Spielen nicht teilnehmen dürften. Dem widersprach FIS-Präsident Marc Hodler unter Hinweis auf eine Regelung zwischen der FIS und dem IOC aus dem Jahr 1949.[34] Brundage drohte sogar mit der Disqualifikation gegen ein halbes Hundert Alpine. Der französische Rennsportchef Jean Béranger erklärte daraufhin, sobald einer der drei angegriffenen französischen Läufer ausgeschlossen werde, würde der Verband die Spiele nicht beschicken. Brundages Vorwürfe bezeichnete Béranger als Heuchelei.[35] Brundage blieb aber bei seiner Meinung und wiederholte bei seiner Ankunft zu den Asien-Spielen in Bangkok seine Forderung.[36]
- Genaugenommen fand der Saisonauftakt der Damen in Bardonecchia statt, wobei Macchi gleich mit 1,74 s vor Pröll gewann, allerdings waren die Bedingungen (die Strecke führte durch einen Wald, es gab keine Sturzräume und keinen Zielauslauf) gefährlich.[37]
- Malcolm Milne konnte bei der Abfahrt in Val-d’Isère (20. Dezember) einen schlimmen Sturz verhindern; er hatte den Absprung in der Steilhangkante nicht richtig erwischt, war in Rücklage geraten und nur mehr auf einem Ski aufgekommen, war bereits auf seinen Skienden gesessen – er fuhr mit 120 km/h auf die neben der Piste stehenden Bäume zu, doch gelang es ihm mit letzter Kraft, wieder hochzukommen und zwischen den Bäumen und der rechten Torstange hindurch auf die Piste zurückzukehren. Er kam nur mit einem Stock im Ziel an; seine Zeit von 2:12,90 reichte nicht für die Top 20, doch er musste ohnehin wegen eines Torfehlers disqualifiziert werden.[38]
- Bei der Damenabfahrt in Val-d’Isère gab es Probleme mit der Zeitnehmung; die erste Lautsprecherdurchsage über die Zeiten erfolgte nach Start-Nr. 16 (Bernadette Rauter). Vorerst hieß es, Mir vor Jacot und Drexel, ehe Drexel vor Jacot gereiht wurde – Rauters Zeit wurde dreimal korrigiert und letztlich wurde sie auf Rang 13 klassiert.[39]
- Der Berchtesgaden-Slalom am Jenner (6. Januar) geriet zu einem „K.o.Slalom“. Der Letztplatzierte, Joze Gazvoda (YUG), war in 139,13 s um 19,58 s langsamer als Sieger Augert, aber auch der Zweite, Heini Messner, verlor 2,06 s[40]
- Beim Fünffachsieg der Französinnen am 8. Januar in Oberstaufen, wobei Rouvier mit Nr. 22 und Jocelyne Périllat mit Nr. 38 fuhren – hätte es noch mehr sein können, aber Macchi und Steurer waren nach bester und drittbester Zwischenzeit ausgeschieden.[41]
- Der Damenslalom in Saint-Gervais-les-Bains (29. Januar) brachte eine Nervenanspannung für Weltcup-Leaderin Jacot, bei welcher im 1. Lauf die Zeitnehmung ausfiel; sie durfte (musste) daher wiederholen.[42]
- Vom 6. bis 14. Februar waren viele Läufer bei den vorolympischen Wettkämpfen in Sapporo am Start und flogen danach über die Nordpolroute zur Fortsetzung der Weltcupserie nach Kanada. Siehe u. a.:[43]
- Beim Damenriesenslalom in Mont Sainte-Anne (12. Februar) waren die ersten Startnummern wegen heftigen Schneefalls benachteiligt, die zweite Startgruppe war begünstigt, Siegerin Isabelle Mir trug die Nummer 17. Beim am nächsten Tag folgenden Slalom zeichnete sich erneut ein französischer Sieg ab, denn nach dem ersten Lauf führte Jacot das Zwischenklassement in 41,83 s vor Britt Lafforgue (42,04 s) an, die Geschwister Cochran lagen mit 42,75 s (Marilyn) und 42,87 s (Barbara) auf den Rängen 5 und 7. Offensichtlich war Jacot zu nervös gewesen und stürzte, Lafforgue konnte dies zwar verhindern, doch verlor sie viel Zeit, so dass sie nicht in die Top 15 kam.[13][44]
- Die Herren hatten in Mont Sainte-Anne den bisher längsten Riesenslalom der Weltcup-Geschichte (12./13. Februar), wobei die Gesamtzeit 4:32,18 (dies war die Siegerzeit des mit Nr. 16 gestarteten Bernhard Russi, der den ersten Lauf in 2:11,32 vor Bleiner + 0,20 und Bruggmann + 0.30 gewann) betrug. Russi genügte im 2. Lauf der 4. Rang hinter Bruggmann, Rösti 2:30,79 und Bleiner. Zuvor war es hinsichtlich des Zeitrekords der von Schranz gewonnene WM-Lauf am 9./10. Februar 1970 in Gröden in 4:19,19 gewesen.[45]
- Der Herrenslalom in Mont Sainte-Anne begann wegen heftigen Schneesturms mit einer Stunde Verspätung, und bei heftigem Schneefall wurde die Konkurrenz durch die beiden Schweizer Läufer Peter Frei und Edmund Bruggmann eröffnet, die auf die Endränge 5 und 6 kamen.[46]
- Am Samstagmorgen, 20. Februar, am Tag des ersten Durchgangs des Herren-RTL von Sugarloaf, verbrannten alle Skier (70 Paar) der Schweizer Mannschaft in einer Wachs- und Gerätehütte nahe dem Ziel. Nach einem Defekt an der mit Gas betriebenen Heizung hatte ein Stationsangestellter versucht, diese wieder in Schwung zu bringen und löste mit einem Streichholz den explosionsartigen Brand aus. Auf Antrag des Schweizer Coaches Urs Weber und mit Hilfe der loyal und kameradschaftlich handelnden ausländischen Mannschaftsführer wurde der erste Lauf auf Sonntag, 21. Februar, verschoben. Es war jedem Schweizer Läufer freigestellt, irgendeinen Ski zu benützen, wenngleich es eine Verlegenheitslösung war, da eine sorgfältige Auswahl und ein gründliches Einfahren nicht möglich waren. Für diesen Riesenslalom borgte Gustav Thöni an Edmund Bruggmann deshalb seine Ersatzskier. Heini Hemmi benützte einen aus dem Feuer geretteten Ersatzski und wurde Zwölfter. Thöni holte seinen Vorsprung (0,22 s) im ersten Lauf, den er um 0,45 s schneller als Bruggmann gefahren war.[47][48][49]

Am selben Ort wurde bei einer FIS-Sitzung beschlossen, dass wegen der Teilnahmebeschränkung die Skirennen bei den Olympischen Spielen in Sapporo nicht zum Weltcup zählen (womit Olympia 1968 und die Weltmeisterschaften 1970 die Ausnahmen gebildet hatten).
- In Österreich lösten die unter den Erwartungen gebliebenen Resultate (Anlassfall waren die Kitzbühel-Rennen) sogar die Einschaltung der Politik seitens des für den Sport zuständigen Unterrichtsministers Leopold Gratz aus.[50] Am 9. Februar kam die Meldung über die Schaffung eines »Austria Racing Teams«[51], und Rennsportchef Franz Hoppichler bezeichnete eine Einigung der Hersteller auch als Voraussetzung für sein Bleiben.[52] (Der österreichische Skipool wurde dann am 27. September 1971 gegründet.[53])
- In der zweiten Sugarloaf-Abfahrt (19. Februar) fuhr David Zwilling praktisch die gesamte Strecke (2,53 km) auf einem Ski (den anderen hatte er am Start verloren), wobei er 30,3 s auf Sieger Stefano Anzi verlor. Das Husarenstück hatte dem Salzburger zwar Schlagzeilen in vielen Zeitungen, aber nicht einmal eine Klassierung in der Resultatsliste, es wäre Rang 66 gewesen, gebracht, denn er musste reglementgemäß disqualifiziert werden.[54]
- Nach der Rückkehr nach Europa trugen die jeweiligen Skiverbände ihre nationalen Meisterschaften aus.[55]
- Vom DSV kam am Wochenende 6./7. März die Nachricht, dass der bisher national beschränkte Skipool für (bestimmte) ausländische Produkte geöffnet wurde.[56]
- Annemarie Pröll stellte mit der Zeitdifferenz von 2,96 s auf Françoise Macchi am 11. März mit Nr. 15 beim Riesenslalom in Abetone auf dem 1,6 km langen, durch ÖSV-Damentrainer Paul Kerber mit 64 Toren ausgeflaggten, Kurs einen Rekord auf, der in Bezug auf Damen-Riesenslalom mit nur einem, Durchgang nicht mehr übertroffen wurde.[57]
- Am 17. Mai 1971 beschloss der ÖSV-Hauptausschuss unter Präsident Heinz Klee die Vertragsverlängerung mit Hoppichler bis 31. Mai 1972.[58]

### Rücktritte
Rücktritte gab es von Rudolf Sailer (dem um nicht ganz neun Jahre jüngeren Bruder Toni Sailers) und Georges Mauduit bzw. Margret Hafen.

## Rennen außerhalb des Weltcups
Nebst den bereits unter "Absagen/Verschiebungen" genannten (teilweise Ersatz-)Rennen gab es weitere:

- Sensationell war das Ergebnis eines internationalen Herrenabfahrtslaufs am 28. November in St. Moritz, bei dem die ersten 16 Ränge an die Schweiz gingen (Sieg: Michael Dätwyler vor Walter Tresch); allerdings war kein ÖSV-Läufer am Start.[60]
- Die ersten Saisonslaloms fanden am 13. Dezember in Bardonecchia (Damen) und am 14. Dezember in Sestriere (Herren) statt. Es gab Siege für Michele Jacot vor Annemarie Pröll und Wiltrud Drexel (Rosi Mittermaier belegte Rang 6) bzw. Patrick Russel vor Gustav Thöni und Max Rieger.[61][62][63]
- Die Kombinationswertung in Val-d’Isère ging an Wiltrud Drexel vor Florence Steurer und Betsy Clifford.
- Am 21. Dezember fand in Les Contamines ein Damen-Riesenslalom statt, der von Jacot vor Barbara Cochran und Sandra Poulsen gewonnen wurde, allerdings war der ÖSV nur durch eine Nachwuchsmannschaft vertreten.[64]
- Die Salzachtal-Skiwoche begann am 2. Januar in St. Johann im Pongau mit einem Abbruch des Riesenslaloms bereits nach 43 von 127 gemeldeten Läufern im ersten Lauf (Schneemangel; ungenügend präparierte Piste); es hatte Josef Loidl vor Reinhard Tritscher und Alfred Hagn geführt. Am 3. Januar kamen beim Slalom in Schwarzach im Pongau nur 17 der 120 gemeldeten Läufer ins Klassement. Hier siegte der Schwede Sven Mikälson vor Loidl, Zwilling, Manfred Grabler und Hagn. Abgeschlossen wurden die Bewerbe am 5. und 6. Januar mit einem Slalom am Pass Thurn (Passthurn) (Sieger Hubert Berchtold vor Olle Rolen und Mikälsen) und einem Riesenslalom in Krimml (Josef Pechtl vor Helmuth Schmalzl und Karl Cordin).[65][66][67]
- Henri Duvillard holte sich die Hahnenkamm-Kombinationswertung vor Jean-Noël Augert und Bernard Orcel in Megéve.[68]
- Am 4. März begannen in Jochberg (Tirol) die österreichischen Skimeisterschaften mit der Damenabfahrt (Sieg Ingrid Gfölner vor Dora Storm und Julia Spettel; allerdings fehlten Annemarie Pröll, Monika Kaserer, Bernadette Rauter und Gertrud Gabl). Am 5. März wurden sowohl die Herrenabfahrt als auch der Damenslalom gefahren. Dabei gewannen Karl Cordin vor Kurt Engstler und Hubert Berchtold bzw. Pröll vor Helene Graswander und Sigrid Eberle. Am 6. März gab es beide Riesenslaloms, wobei David Zwilling vor Josef Pechtl und Reinhard Tritscher bzw. Pröll vor Gfölner und Leibetseder erfolgreich waren. Der Herrenslalom am 7. März brachte einen Sieg von Harald Rofner vor dem Steirer Norbert Wendner und Zwilling, womit sich Zwilling noch den Kombinationstitel vor Pechtl und Tritscher holte. Der Kombisieg bei den Damen ging an Gfölner vor Spettel und Graswander.[69][70][71][72]
- Die Schweizer trugen ab dem 5. März ihre 43. Meisterschaften in Thyon im Kanton Wallis aus, wobei speziell im Abfahrtslauf bezüglich Qualität wesentliche Unterschiede zwischen Damen (Mittelmäßigkeit) und Herren (große Dichte an der Spitze) festzustellen waren. Zum damaligen Zeitpunkt waren am Damensektor große Defizite festzustellen, so dass sogar der Ausdruck fuhren wie Anfängerinnen fiel. Die Titel gingen an Vreni Inäbit vor Marianne Hefti und Bernadette Zurbriggen (Abfahrt), Rita Good vor Marie-Theres Nadig und Inäbit (Riesenslalom), Zurbriggen vor Elisabeth Ponti und Inäbit (Slalom) sowie Zurbriggen vor Inäbit und Marlys Beer (Kombination). Bei den Herren waren es (in derselben Disziplinen-Reihenfolge) Bernhard Russi vor Jean-Daniel Dätwyler und Andreas Sprecher bzw. Hans Zingre vor Walter Tresch und Russi bzw. Peter Frei vor Heini Hemmi und Tresch bzw. Russi vor Tresch und Dätwyler.[73][74]
- Bei den gleichzeitig in Hindelang stattfindenden DSV-Titelkämpfen waren bei den Damen Margret Hafen vor Rosi Mittermaier und Traudl Treichl (Abfahrt), Mittermaier vor Treichl und Pamela Behr (Riesenslalom) sowie Pehr vor Treichl und Mittermaier (Slalom) bzw. Franz Vogler vor Gerhard Prinzing und Alfred Hagn (Abfahrt), Max Rieger vor Hansjörg Schlager und Sepp Heckelmiller (Riesenslalom) und Christian Neureuther vor Willi Lesch und Rieger (Slalom) erfolgreich. Bemerkenswert war, dass die Herrenabfahrt wegen Lawinengefahr auf verkürzter Strecke (2.200 m) gefahren wurde.
- Bei den französischen Meisterschaften in La Plagne bekundete die US-Läuferin Marilyn Cochran ihre Spätform und gewann Slalom und Riesenslalom (dazu Rang 4 in der Abfahrt, was auch den Kombinationstitel brachte). Die eigentlichen nationalen Titel gingen an Jacqueline Rouvier (Abfahrtssiegerin und Riesenslalomdritte, denn es wurde noch Karen Budge Zweite) und Danièle Debernard (Slalom). - Patrick Russel holte sich Slalom und Riesenslalom, Henri Duvillard die Abfahrt.
- Der italienische Verband hielt seine Campionati in Brixen ab. Davon liegen die Ergebnisse des Riesenslaloms, Slaloms und der Kombination der Damen und des Riesenslaloms und Slaloms der Herren mit den Titelgewinnern Clotilde Fasolis, Elena Matous und nochmals Fasolis bzw. Eberhard Schmalzl und Gustav Thöni vor.[75]